# مارسک بای د سی
مارسک بای د سی (به انگلیسی: Marske-by-the-Sea) یک روستا در بریتانیا است که در سالبرن, مارسک و نیو مارسک واقع شده‌است.